# VSV Union Wacker Breslau
Der VSV Union Wacker 1908 Breslau (kurz Union Wacker Breslau) war ein deutscher Sportverein aus dem mittelschlesischen Breslau.

## Geschichte
Der Verein wurde 1908 gegründet und spielte im südostdeutschen Fußball-Verband (SOFV). 1922/23 spielte der Verein erstmals in einer Untergruppe der Bezirksklasse Mittelschlesien, eine von damals fünf erstklassigen Ligen des SOFV. Da zu der darauf folgenden Spielzeiten die Gruppen verkleinert wurden, musste Union Wacker Breslau jedoch bereits nach einer Saison wieder absteigen. Zur Saison 1927/28 gelang erneut der Aufstieg, doch bereits 1928/29 stieg der Verein zum zweiten Mal ab. Der dritte Aufstieg gelang Breslau zur Saison 1931/32.
Im Zuge der Gleichschaltung wurde der Südostdeutsche Fußball-Verband wenige Monate nach der Machtübernahme der Nationalsozialisten im Jahre 1933 aufgelöst. An dessen Stelle trat die Gauliga Schlesien mitsamt Unterbau. Nur die vier besten Mannschaften aus Breslau erhielten einen Startplatz in dieser Gauliga. Da Union Wacker Breslau in der Saison 1932/33 siebter wurde, wurde der Verein in die zweitklassige Bezirksliga Mittelschlesien eingeordnet. Doch auch diese war für die Breslauer zu stark, mit zwölf Punkten stieg der Verein 1933/34 als Letzter in die 1. Kreisklasse Breslau ab. 1937/38 gewann der Verein die Kreisklasse, qualifizierte sich dadurch für die Aufstiegsrunde zur Bezirksliga Mittelschlesien und setzte sich bei dieser durch, so dass Union Wacker nach vier Jahren wieder in der Zweitklassigkeit spielte. Erneut konnte sich der Verein nicht dauerhaft in der Liga halten, die Saison 1939/40 endete mit dem Abstieg. 
Nach der kriegsbedingten Neuordnung der Sportgaue stieg Union Wacker Breslau  in die 1. Klasse Niederschlesien 1941/42, Unterbau der Gauliga Niederschlesien, auf. 1943 wurde beschlossen, die unterklassigen Ligen aufzulösen und sämtliche noch spielfähige Mannschaften in die Gauliga Niederschlesien aufzunehmen. Somit stieg Breslau zur Saison 1943/44 in die erstklassige Gauliga auf. Die Spielzeit 1944/45 wurde noch begonnen, kriegsbedingt konnte Union-Wacker jedoch nur noch ein Punktspiel austragen.
Der Feldhandball-Abteilung des Vereins gelang zur Spielzeit 1939/40 der Sprung in die erstklassige Handball-Gauliga Schlesien.
Durch die Kriegsfolgen und die daraus resultierende Zusprechung Breslaus zu Polen erlosch der Verein 1945.

## Erfolge
- 2 Spielzeiten in der Gauliga Niederschlesien: 1943/44, 1944/45